# Waratah/Wynyard Council
Waratah/Wynyard Council är en kommun i Australien. Den ligger i delstaten Tasmanien, i den sydöstra delen av landet, 700 km söder om huvudstaden Canberra. Antalet invånare var 13 578 vid folkräkningen 2016.
Följande samhällen finns i Waratah/Wynyard:
- Wynyard
- Somerset
- Sisters Beach
- Elliott
- Flowerdale
- Lapoinya
- Waratah
- Oldina
- Yolla
- Henrietta
- Boat Harbour